# George Vertue
George Vertue né en 1684 et mort le 24 juillet 1756, est un graveur anglais. Il est également un antiquaire (au sens ancien) dont les carnets de notes concernant la vie artistique en Angleterre lors de la première moitié du XVIIIe siècle sont une source de grande valeur concernant cette période.

## Biographie

### Ses débuts
Né en 1684 à Saint Martin's-in-the-Fields (Londres), il devint à l'âge de 13 ans apprenti chez un graveur héraldique d'origine française.

### Sa carrière
Durant sept ans, il travailla dans l'atelier du graveur Michael Vandergucht (en). Au cours de cette période, il a exécuté plus de cinq cents portraits gravés.
En 1711, il figure parmi les premiers membres de l'académie de peinture et de dessin Godfrey Kneller à Londres.
En 1717, il est employé comme graveur officiel de la Society of Antiquaries of London.
Il est membre-fondateur du Rose and Crown Club, en compagnie de William Hogarth, Peter Tillemans, Marcellus Laroon le Jeune, Bernard Baron et d'autres artistes et connoisseurs, ce qui lui donne l'occasion de prendre beaucoup de notes concernant ce cercle d'artistes et de composer quelques portraits de groupe. Le peintre Gawen Hamilton a représenté une partie des membres dans A Conversation of Virtuosis... at the Kings Arms (1735) (Londres, National Portrait Gallery).

### Le chroniqueur
À partir de 1713, Vertue devint un chercheur passionné concernant tout ce qui touchait à l'histoire de l'art britannique, au sujet duquel il écrivit quarante volumes de notes.
Vertue mourut à Londres le 24 juillet 1756 et fut inhumé en l'Abbaye de Westminster.

## Son héritage
Horace Walpole acquit les carnets de notes de Vertue après sa mort. C'est d'après ces notes, quoique d'une façon peu ordonnée, que Walpole a écrit son livre Anecdotes of Painting in England, qui paraît en cinq volumes une première fois entre 1762 et 1771.
Il fallut attendre le XXe siècle pour voir enfin publié le texte original des carnets de notes par la Walpole Society.